# Lista de histórias de John Byrne em Action Comics
A seguir se apresenta a lista de histórias de John Byrne em Action Comics. Entre 1986 e 1988 o escritor britânico naturalizado americano John Byrne realizou significativas contribuições à história do Superman. Nesse curto período de tempo ele escreveu, desenhou e/ou colaborou de alguma outra forma com mais de 50 histórias diferentes envolvendo o personagem, incluindo a representativa minissérie The Man of Steel. Byrne e os profissionais que o acompanharam - destacando-se Marv Wolfman, Dick Giordano, Mike Mignola e Jerry Ordway - estabeleceram uma série de conceitos que continuariam a ser adotados nos anos seguintes, tanto nos quadrinhos quanto nas adaptações das histórias do personagem para outras mídias.
Byrne fora contratado pela editora para reformular o personagem e fazer com que suas revistas vendessem mais, e foi bem-sucedido em ambas as tarefas: a maioria dos elementos mais fantásticos comumente associados ao personagem foram removidos de sua mitologia, em favor de um enfoque mais realista e dramático que se manteria por toda a década seguinte, o nível dos super-poderes do herói sofreu uma considerável redução, a caracterização do vilão Lex Luthor foi drasticamente alterada e, embora apenas The Man of Steel tenha vendido mais de um milhão de exemplares durante sua publicação, todas as demais revistas apresentaram um aumento em suas tiragens, vendendo cerca de 200 mil exemplares por mês durante o período.
Uma das publicações do personagem lançadas durante o período era a clássica revista Action Comics, considerada uma das mais importantes e emblemáticas revistas em quadrinhos existentes. Apesar do período ser considerado um dos mais marcantes e controversos da história do personagem e das alterações promovidas por Byrne continuarem sendo alvo de debate entre fãs, historiadores e profissionais da indústria, apenas algumas das histórias de Byrne na revista foram alvo de específica atenção, destacando-se  Action Comics #593, que insinuou uma possível cena de sexo entre Superman e a heroína Grande Barda; Action Comics #600, que retratou Superman e Mulher-Maravilha se beijando numa emblemática sequência desenhada por George Pérez; e Action Comics Annual, uma edição especial que retratou a nova dinâmica que Byrne havia implementado no relacionamento entre Superman e Batman, além de ter sido uma das raras contribuições do aclamado Art Adams para a DC Comics.

## Antecedentes e contexto

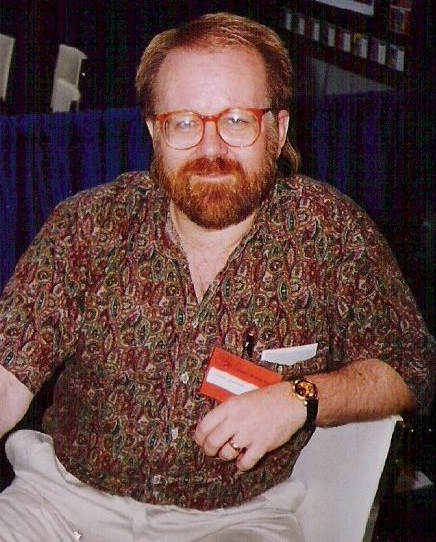
O escritor e desenhista John Byrne.

Em meados de 1985 o editor Andrew Helfer recebeu da DC Comics a incumbência de escolher os escritores que trabalhariam nas revistas de Superman após a conclusão do evento Crise nas Infinitas Terras. Para o personagem, o crossover representaria o término de toda a continuidade estabelecida desde 1938. Vários autores foram abordados, e convidados para apresentar propostas para as revistas Action Comics e Superman.
Dentre eles, Marv Wolfman e John Byrne, que acabaram sendo contratados e realizaram profundas modificações em toda a mitologia do personagem a partir de 1986. Wolfman, por exemplo, elaborou uma nova caracterização para o vilão Lex Luthor, que desde então deixou de ser caracterizado como um "cientista louco" e passaria a ser apresentados nas histórias como um empresário corrupto dono de diversas empresas na cidade de Metrópolis. Byrne, por sua vez, revisou toda a história de origem do personagem na minissérie The Man of Steel, lançada em 1986.
Entre outubro e dezembro de 1986 a publicação de Action Comics foi suspensa pela primeira vez em sua história: naquele período o único título protagonizado por Superman a ser publicado pela DC Comics seria a minissérie The Man of Steel, escrita e desenhada por John Byrne. Após o evento "Crise nas Infinitas Terras", toda a continuidade anterior havia sido desconsiderada e um novo cânone foi estabelecido para Superman a partir de The Man of Steel. Toda a linha de revistas foi reformulada a partir de setembro de 1986. Enquanto a revista Superman original, mantendo sua numeração, teve seu título alterado para Adventures of Superman e passou a ser escrita por Wolfman, Byrne assumiu os roteiros e desenhos da Action Comics a partir da edição 584, e de uma nova revista intitulada Superman.
Cada uma das três revistas possuía uma temática própria. Enquanto a relançada Adventures of Superman apresentava histórias que abordavam "questões urbanas como tráfico de drogas, guerra de gangues e ataques terroristas provocados por ditadores", Action Comics passou a ser dedicada a histórias do gênero team-up. Cada edição apresenta Superman se encontrando um personagem ou grupo de personagens diferentes - em histórias que geralmente envolviam alguns dos elementos "mágicos" que abundavam o Universo DC - não por acaso, a magia é uma das maiores vulnerabilidades do personagem
Não é possível determinar especificamente o impacto que o novo formato teve nas vendas da revista, mas este é considerado como bastante positivo. Segundo dados contabilizados pelo historiador John Jackson Miller, a revista Superman, entre 1985 e 1986, vendeu uma média de 98 mil exemplares - os mais negativos resultados numa década marcada até então pela queda nas vendas. No ano seguinte, já com Wolfman nos roteiros e denominada Adventures of Superman, a revista vendeu cerca de 161 mil exemplares - e as vendas da revista, segundo o desenhista Jerry Ordway, eram "mais fracas" em comparação com os resultados obtidos por Action Comics e Superman após o relançamento. Segundo Wolfman, que era escritor de Action Comics antes do reboot, a DC Comics havia reunido dados que mostravam que a revista vendia, entre 1981 e 1985, mais exemplares que Superman, mas o escritor não foi capaz de fornecer números específicos. Por fim, uma matéria publicada na revista americana TIME em 1988 relatava que a revista havia vendido no ano anterior uma "média de 200 mil exemplares" - o dobro do que havia sido registrado até 1986.

## Lista de edições

### Históriasteam-up
| # | Ed. | Título                                  | Team-up                      | Roteiro                 | Arte                         |
| --- | --- | --------------------------------------- | ---------------------------- | ----------------------- | ---------------------------- |
| 1 | 584 | "Squatter!"                             | Novos Titãs                  | John Byrne              | Byrne e Dick Giordano        |
| Um mal-intencionado cientista consegue ludibriar Superman e, durante uma visita do herói ao seu laboratório, ativa um mecanismo que faz com a os dois "troquem" de corpos. Enquanto o falso Superman sai num surto de violência e destruição, confrontando alguns dos Novos Titãs, o verdadeiro herói, com sua consciência presa num corpo aleijado, tenta reverter o processo. |     |                                         |                              |                         |                              |
| 2 | 585 | "...And Graves Give Their Dead..."      | Vingador Fantasma            | Byrne                   | Byrne e Giordano             |
| Superman derrota uma feiticeira que ameaçava destruir Metrópolis, mas não percebe que a jóia que dava poderes à vilã acaba caindo numa porção do cemitério onde estavam enterrados alguns dos piores criminosos da cidade. Quando o terreno ganha uma consciência, o Vingador Fantasma intercede e, com a ajuda de Superman, tenta encerrar o problema: após o Vingador enfrentar a massa disforme no campo místico, Superman a lança para fora da órbita da Terra.                                     |     |                                         |                              |                         |                              |
| 3 | 586 | "The Champion"                          | Novos Deuses                 | Byrne                   | Byrne e Giordano             |
| Numa trama ligada ao evento Lendas, Superman, dominado pelo vilão Darkseid, enfrenta dois dos "Novos Deuses" do planeta Nova Gênese, Órion e Lightray. Após se livrar do controle mental de Darkseid, Superman fica enfurecido ao ver que havia sido manipulado e enfrenta o vilão. |     |                                         |                              |                         |                              |
| 4 | 587 | "Cityscape"                             | Etrigan                      | Byrne                   | Byrne e Giordano             |
| Um milenar artefato é acidentalmente ativado, e os cidadãos de Gotham City começam a se transformar em torres num grotesco edifício. Desconhecendo tal fato, Superman surge na cidade e começa a destruir a construção, até ser impedido por Etrigan, que lhe informa que os golpes causados às torres haviam ferido mortalmente as pessoas transformadas. Os dois heróis, então, viajam até o passado, para o período arturiano, com o objetivo de impedir a criação do artefato e alterar a história. |     |                                         |                              |                         |                              |
| 5 | 588 | "Shadow War: All Wars Must End"         | Gavião Negro e Mulher-Gavião | Byrne                   | Byrne e Giordano             |
| Continuação do arco de história Shadow War e da trama publicada na revista Hawkman #10. Superman, Gavião Negro e Mulher-Gavião precisam lidar com as tropas do planeta Thanagar, que planejam uma invasão à Terra. |     |                                         |                              |                         |                              |
| 6 | 589 | "Green on Green"                        | Tropa dos Lanternas Verdes   | Byrne                   | Byrne e Giordano             |
| Epílogo de Shadow War. A Lanterna Verde "Katma Tui" encontra Superman desacordado no espaço e o leva para o planeta Oa. Quando ele acorda, é em tempo de se unir aos membros da Tropa dos Lanterna Verdes para impedir que a mesma massa consciente que havia enfrentado semanas antes ao lado do Vingador Fantasma retorne à Terra. |     |                                         |                              |                         |                              |
| 7 | 590 | "Better Living DYING Through Chemistry" | Homens Metálicos             | Byrne                   | Byrne e Giordano             |
| Quando Clark Kent cai acidentalmente num tanque de resíduos químicos, fornece a matéria biológica necessária para que o super-vilão Químio, ali despejado, se recomponha - mas fortalecido pelos poderes de Superman. O vilão ataca o laboratório no qual residem o Dr. Will Magnus e seu grupo de robôs, os Homens Metálicos, e captura a heroína "Platina". Os demais membros da equipe - "Ferro", "Chumbo", "Ouro", "Mercúrio" e "Zinco" - unem-se a Superman e enfrentam a criatura, destruindo-a.  |     |                                         |                              |                         |                              |
| 8 | 591 | "Superman vs. Superboy: Past Imperfect" | Superboy                     | Byrne                   | Byrne e Keith Williams       |
| 9 | 592 | "...A Walk on the Darkside"             | Grande Barda                 | Byrne                   | Byrne e Williams             |
| 10 | 593 | "The Suicide Snare"                     | Sr. Milagre                  | Byrne                   | Byrne e Williams             |
| 11 | 594 | "All That Glisters"                     | Gladiador Dourado            | Byrne                   | Byrne e Williams             |
| 12 | 595 | "The Ghost of Superman"                 | ASA                          | Byrne                   | Byrne e Williams             |
| 13 | 596 | "Hell is where the Hearth Is"           | Espectro                     | Byrne                   | Byrne e Williams             |
| 14 | 597 | "Visitor"                               | Lois Lane e Lana Lang        | Byrne                   | Byrne e Williams             |
| 15 | 598 | "Checkmate!"                            | Xeque-Mate                   | Byrne e Paul Kupperberg | Byrne e Ty Templeton         |
| 16 | 599 | "Element 126"                           | Homens Metálicos             | Byrne                   | Byrne, Williams e Ross Andru |

### Action Comics#600
Action Comics #600 foi uma edição comemorativa, celebrando os 50 anos de Superman, e reuniu cinco histórias diferentes:
| #      | Título                        | Roteiro             | Arte                               |
| ------ | ----------------------------- | ------------------- | ---------------------------------- |
| 1 (17) | "Different Worlds"            | Byrne               | Byrne e George Pérez               |
| 2 (18) | "N/A"                         | Byrne e Roger Stern | Kurt Schaffenberger e Jerry Ordway |
| 3 (19) | "Games People Play"           | Byrne               | Dick Giordano e John Beatty        |
| 4 (20) | "A Friend in Need"            | Byrne e Stern       | Curt Swan e Murphy Anderson        |
| 5 (21) | "The Dark Where Madness Lies" | Byrne               | Mike Mignola                       |

### Action Comics Annual
| #      | Título | Team-up | Roteiro | Arte                 |
| ------ | ------ | ------- | ------- | -------------------- |
| 1 (22) | "N/A"  | Batman  | Byrne   | Art Adams e Giordano |

## Repercussão

### Das históriasteam-up
Vista em retrospecto, a contratação de Byrne pela DC Comics é apontada como uma fase positiva na história de Superman, por novamente atrair a atenção da mídia e do público. Uma matéria sobre a história do personagem daria ao período igual destaque às histórias publicadas na "Era de Prata", colocando Byrne como uma figura tão influente na história do personagem quanto Mort Weisinger (editor responsável pelas histórias publicadas até 1970, período em que surgiram personagens como a Supergirl, Bizarro e Brainiac) e Julius Schwartz (editor responsável pelas revistas durante a década de 1970, um dos períodos mais populares do personagem), dizendo: "[Byrne] reimaginou tudo, da cultura e geologia kryptoniana à personalidade de Lois Lane. Era algo novo e uma clara ruptura com o passado. As pessoas notaram, as vendas aumentaram pela primeira vez em anos e Superman era legal uma vez mais".
A jornalista Sonia Harris, em texto de 2010, apontou que foi através das histórias de Byrne em Action Comics que ela e muitos leitores foram "apresentados" ao Universo DC. Em cada edição da revista um diferente personagem ou grupo de personagens protagonizava uma história ao lado de Superman: "Eu não costumo ser fã dessas besteiras [crossovers e team-ups], mas a forma como Byrne as produzia... Conhecíamos os mais mágicos (e, consequentemente, mais misteriosos) membros do Universo DC. Isso era algo que realmente me impressionava: a maior vulnerabilidade de Superman era a mágica e acontecia que, na DC, o mundo era cheio de mágica, ou pelo menos era assim que Byrne fazia parecer, literal e figurativamente". As história de Byrne na revista, entretanto, costumam ser analisadas como parte de um contexto maior - o período de aproximadamente dois anos em que o escritor era responsável por praticamente todas as histórias envolvendo Superman. Um pesquisa conduzida com cerca de 700 visitantes do site americano Comic Book Resources acabaria apontando o período como uma das 100 melhores fases (ou "runs") de uma determinada equipe criativa com um mesmo personagem ou revista em quadrinhos na história do gênero. Ao comentar sobre o resultado, o jornalista Brian Cronin relembrou que a contratação de Byrne pela DC Comics havia sido uma ação bastante ousada para a época, e que o artista havia realizado uma série de mudanças na história do personagem. Sobre as mudanças, destacou a maior importância dada a Clark Kent, e disse: "Byrne fez uma série de mudanças (...) mas certamente existiam mais semelhanças entre as histórias de Superman pré-Byrne e o trabalho dele nas revistas do que diferenças".
O próprio Byrne afirmou, em editorial publicado na sua primeira edição, Action Comics #584, que sua intenção era produzir "uma revista bem básica", quase "primal", com histórias contidas e "menos 'cerebrais' que as planejadas para as outras revistas[de Superman]". Segundo Byrne, "nenhuma das histórias [de Action Comics] vai fazer o leitor pensar", pois esta seria a função das histórias publicadas em Superman e Adventures of Superman, onde ele e Wolfman explorariam "o lugar de Clark Kent no universo e suas atitudes em relação ao mundo e Superman". Action seria, portanto, apenas uma revista dedicada à histórias team-up, e, como tal, "a chave seria a ação". Nesse contexto, Christopher Evans, do site americano "Superman Homepage", avaliou essa primeira edição quanto ao que se propôs a ser - uma revista que fazia jus ao título que tinha - e consideraria que, naquela oportunidade, Byrne havia sido bem-sucedido, mas o resultado era apenas satisfatório, com o roteiro tendo vários furos, apesar das boas sequências de ação. Evans escreveu ainda resenhas para as duas edições seguintes, apontando que Action Comics #585 apresentava uma história agradável, mas nem um pouco excepcional, tal qual a edição anterior. Action Comics #586 teria apresentado uma trama melhor, mas que fora seriamente prejudicada por um fraco final. O site brasileiro Universo HQ, em texto publicado em 2006, listaria "os dez grandes momentos do Super-Homem nos quadrinhos" e na 10ª posição figurou Action Comics #600, que mostrou um inédito beijo entre Superman e Mulher-Maravilha, estabelecendo um tema que viria a se repetir em várias histórias posteriores dos dois personagens.

### Do possível filme pornô

A capa de Action Comics #593. Se na capa Superman e Grande Barda se beijam, no interior da edição é insinuado que os dois teriam gravado um filme pornográfico.

Segundo a jornalista Sonia Harris, do site Comic Book Resources, a mais impressionante de todas as histórias publicadas em Action Comics, pelo menos na perspectiva de uma adolescente, seria o encontro com alguns dos Novos Deuses, grupo de personagens criado por Jack Kirby na década de 1970. A história, publicada nas edições 592 e 593 da revista, seria digna de nota por dois motivos: o primeiro seria Grande Barda, uma heroína tão impressionante e imponente que "parecia que a Mulher Maravilha não fazia jus ao título de 'amazona'" - Byrne desenhou a heroína como uma mulher dona de um porte físico superior, alguém que não apenas era forte e tinha super-poderes, mas alguém que parecia forte - e o segundo motivo seria a própria temática da história - Harris acredita que seria possível estabelecer um paralelo entre o vilão da história, Sleez, uma criatura que ela define como tão estúpida e inconsequente que, após conseguir dominar a mente de Barda e de Superman, dois dos seres mais poderosos do planeta, teria a "brilhante" ideia de ganhar dinheiro gravando filmes pornôs protagonizados pelos dois, e própria decadência dos valores da sociedade americana, que nos anos seguintes promoveria reality shows dedicados a expor sexualmente garotas com baixa auto-estima.
Embora a maioria dos fãs e historiadores acreditem que Superman realmente transou com Barda enquanto os dois estavam sendo controlados pelo vilão, Byrne deixou tal ato apenas implícito. Não há nenhum quadro na história com os dois efetivamente fazendo sexo e a única oportunidade em que o casal é retratado se beijando, além da capa da edição 593, ocorre justamente momentos antes do marido de Barda, o Senhor Milagre, invadir o estúdio de gravação e começar um conflito com Sleez. Na conclusão da história, tanto Superman quanto Barda afirmam na frente de Milagre que não se recordam de nada. A conclusão, segundo Byrne, depende do leitor: "Se você quiser que tenha o filme, então houve um filme pornô [com os dois]. Se você não quiser, então não houve".
Para John Brownlee, da revista americana Wired, a história representa uma contradição. Embora fosse comum nas décadas de 1950 e 1960 que Superman se envolvesse em histórias absurdas, toda a reformulação promovida por Byrne tinha como objetivo tornar o personagem mais "real" e "consistente", algo que não estaria sendo feito numa história como a publicada em Action Comics. Brownlee apontaria ainda um texto de uma lojista chamada Rachelle, na qual ela comenta a história. Rachelle comentaria que não compreenderia como ela não havia sido censurada. Ainda que a metade final da década de 1980 fosse um período no qual foram publicadas histórias que "testavam os limites" do gênero, estabelecendo narrativas mais dramáticas e reais, a história de Byrne não possuía um conteúdo "maduro", e ainda tinha Superman no centro da trama.
A equipe do site americano Newsarama incluiria a trama numa listagem dos "10 momentos da história da DC Comics que gostaríamos de esquecer", apontando que a história era um desrespeito à história da revista Action Comics: "[A gravação do filme pornô] poderia ser algo bem engraçado se publicada na linha Elseworlds ou numa edição de 'Histórias Bizarras', mas não, foi colocada como parte da continuidade, preenchendo duas edições de umas das mais longevas revistas da história da banda desenhada dos Estados Unidos". Ao incluir a sequência em sua lista de "50 cenas de sexo nos quadrinhos", o site UGO apresentaria uma visão igualmente desfavorável: "O reboot de John Byrne na franquia de Superman tinha um monte de boas ideias (...) mas algumas péssimas também, como a história em duas partes que foi publicadas entre Action Comics #592 e #593. Na trama, um servo de Darkseid chamado 'Sleez' usa seus poderes hipnóticos para colocar tanto Superman quanto Grande Barda sob seu controle... e vende-os para um produtor de filmes pornográficos. (...) É tão perturbador quanto você pode pensar".

### Da inimizade com Batman
Uma das alterações mais significativas promovidas por Byrne no estabelecimento do novo cânone firmado a partir de 1986 foi determina ainda na minissérie The Man of Steel''. Na terceira edição, Byrne alteraria a dinâmica do relacionamento entre Superman e Batman: se antes de 1986, os dois eram retratados como amigos e até dividiram uma mesma revista, daquele ponto em diante seriam caracterizados quase que como adversários, por seus distintos métodos de trabalho. Ao invés de amigos, os dois passariam a reservar apenas certo respeito um pelo outro.
Após a minissérie, Byrne exploraria essa nova dinâmica em Action Comics Annual, uma edição especial lançada em 1987. Segundo Brian Cronin, era curioso reler a revista em 2009 uma vez que a trama "é muito galgada na continuidade então estabelecida", justamente por retratar Batman e Superman como duas pessoas que possuem certa inimizade, mas precisam agir em conjunto. Independente das circunstâncias, Cronin avaliaria a história de forma positiva, particularmente pela excelente arte produzida pelo desenhista Art Adams e pelo arte-finalista Dick Giordano, naquela que seria uma das primeiras contribuições de Adams para a editora.